# Fliegerhorst Eggebek

i7
i11
i13
Der Fliegerhorst Eggebek, bisweilen auch Tarp genannt (dort befand sich die zugehörige Friedrich-Wilhelm-Lübke-Kaserne der Bundeswehr), war ein Militärflugplatz westlich der Gemeinde Eggebek, auf halbem Weg zwischen Flensburg und Schleswig. Letzter militärischer Nutzer war das Marinefliegergeschwader 2, das zwischen 1964 und 2005 hier stationiert war.

## Geschichte
Der Flugplatz, erbaut ab 1938 zur Zeit des Dritten Reichs, diente nach seiner Fertigstellung im Juli 1941 als Fliegerhorst der Luftwaffe. Der Horst besaß drei dreiecksförmig angeordnete und sich in der Nähe der Enden kreuzende zirka 1150 m lange Start- und Landebahnen mit einer Ausrichtung von zirka 030/210, 070/250 und 130/310 Grad in der südlichen Hälfte des späteren NATO-Flugplatzes. Er diente als Drehscheibe für den Nachschub ins besetzte Norwegen und Dänemark und für Feindflüge über die Nordsee in den Norden des Vereinigten Königreiches. Die mit He 111 ausgerüstete 9. Staffel des Kampfgeschwaders 53 (9./KG 53) war hier von Oktober 1944 bis Mitte Februar 1945 stationiert. Auch zu Trainingszwecken wurde er oft angeflogen.
Am 22. April 1945 wurde der Platz von der Royal Air Force (RAF) angegriffen. Eggebek war einer der letzten verbliebenen Fliegerhorste des Deutschen Reiches. Bei Waffenstillstand befanden sich die Reste verschiedener Einheiten am Platz, deren Heimathorste inzwischen von den Alliierten besetzt worden waren. Hierzu zählten u. a. Ju-352-Transporter, die zuvor in Grossenbrode lagen und Reste des Nachtjagdgeschwaders 4 unter ihrem Kommodore Schnaufer. 
Die RAF demilitarisierte die Anlagen in den beiden ersten Nachkriegsjahren und das Gelände wurde anschließend wieder landwirtschaftlich genutzt.
Der Bau eines neuen Flugplatzes begann 1959 in der Nähe des früheren Flugfeldes. Erster Nutzer nach der feierlichen Indienststellung durch Verteidigungsminister Strauß am 11. November 1960 war die neu aufgestellte Luftwaffe der Bundeswehr, die ihn zwischen November 1960 und Oktober 1964 als Heimathorst des mit RF-84F Thunderflash ausgerüsteten Aufklärungsgeschwaders 52 (AG 52) nutzte. Wie in dieser Zeit üblich existierte neben dem eigentlichen Flugplatz aus Sicherheitsgründen in einigen Kilometern Entfernung ein weiterer Geschwader-Standort, im Falle Eggebeks befand dieser sich in Tarp.
Nachdem das AG 52 zum Fliegerhorst Leck verlegt worden war, übernahmen die Marineflieger den Platz. Eggebek/Tarp wurde Standort des Marinefliegergeschwaders 2. Das MFG 2 war zunächst zwei Jahrzehnte mit der F/RF/TF-104G ausgerüstet. Erst in der zweiten Hälfte der 1980er Jahre endete der Flugbetrieb mit dem "Starfighter". Das MFG 2 war einer der letzten Einsatzverbände dieses Flugzeugtyps in der Bundeswehr bzw. überhaupt im Norden des NATO-Territoriums. In den beiden folgenden Jahrzehnten stand der Tornado im Dienst des MFG 2, das Ende des Jahres 2005 aufgelöst wurde. Damit endete auch der Flugbetrieb in Eggebek.
Heute wird das Gelände als Solarpark und Gewerbegebiet genutzt.